# Eremophysa jabaliya
Eremophysa jabaliya là một loài bướm đêm trong họ Noctuidae.